# 21時までのシンデレラ
「21時までのシンデレラ」（にじゅういちじまでのシンデレラ）は、Berryz工房の8枚目のシングル。2005年8月3日にアップフロントワークス（PICCOLO TOWNレーベル）から発売された。

## 概要
- 石村舞波の参加ラストシングル。
- 初回仕様にはBerryz工房フォトカード1種とイベント参加券が封入されている。
- センターは夏焼雅。メインボーカルは菅谷梨沙子、嗣永桃子、熊井友理奈、夏焼雅である。

## 収録曲
全作詞・作曲：つんく
1. 21時までのシンデレラ [3:17]
編曲：小西貴雄
2. 秘密のウ・タ・ヒ・メ [4:09]
編曲：橋本由香利
3. 21時までのシンデレラ (Instrumental) [3:17]

## 参加ミュージシャン
21時までのシンデレラ
- プログラミング：小西貴雄
- ギター：朝井泰生
- ベース：笹本安詞
- パーカッション：飯田ヒロシ
- トランペット：鈴木正則
- サックス：竹上良成
- トロンボーン：溝田聡
- コーラス：竹内浩明・つんく

秘密のウ・タ・ヒ・メ
- プログラミング：橋本由香利
- ギター：鈴木俊介
- コーラス：竹内浩明